# نوتر-دام-دو-لو، کبک
نوتر-دام-دو-لو (به فرانسوی: Notre-Dame-du-Laus) شهری در منطقه شهری آنتوان-لابل ناحیه لورانتید در استان کبک کانادا است. در سرشماری سال ۲۰۱۱ این شهر ۱٬۴۵۴ نفر جمعیت داشته‌است و مساحت آن ۸۶۶٫۰۲ کیلومتر مربع است.